# Ave verum corpus
Ave verum corpus is een korte eucharistische hymne uit de veertiende eeuw die door verschillende componisten op muziek is gezet. In de Middeleeuwen werd het gezongen bij de elevatie van de hostie na de consecratie. Ook werd het dikwijls gezongen bij de zegening met het heilig Sacrament.
De tekst wordt wel toegeschreven aan paus Innocentius VI en is gebaseerd op een gedicht uit een veertiende-eeuws manuscript uit de abdij van het eiland Reichenau in het Bodenmeer. Het gedicht is een meditatie op het katholieke geloof in Jezus' werkelijke tegenwoordigheid in het sacrament van de Eucharistie. 

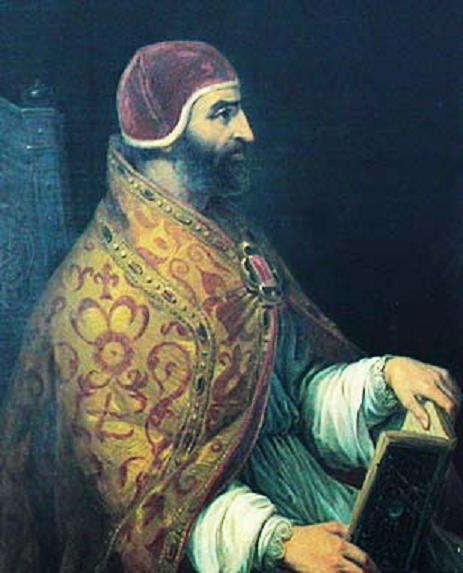
Paus Innocentius VI

## Tekst
| Latijn                                          | Nederlands                                              |
| ----------------------------------------------- | ------------------------------------------------------- |
| Ave verum corpus, natum                         | Gegroet waarachtig lichaam                              |
| de Maria Virgine,                               | geboren uit de Maagd Maria                              |
| Vere passum, immolatum                          | dat werkelijk heeft geleden                             |
| In cruce pro homine,                            | en voor de mens geofferd is aan het kruis.              |
| Cuius latus perforatum                          | Uit welks doorboorde zijde                              |
| Fluxit aqua et sanguine,                        | water met bloed vloeide.                                |
| Esto nobis praegustatum                         | Wees voor ons een voorsmaak                             |
| Mortis in examine.                              | tijdens de beproeving van de dood.                      |
| O Iesu dulcis, O Iesu pie, O Iesu, fili Mariae! | O Jezus zoet, O Jezus getrouw, O Jezus, Zoon van Maria. |

Voor de zesde regel gebruikt b.v. Mozart een andere tekst: Unda fluxit et sanguine.
De achtste regel wordt ook gezongen als: In mortis examine (King's Choral)

## Mozarts Ave verum corpus
Wolfgang Amadeus Mozart schreef zijn Ave verum corpus (KV 618) voor zijn vriend Anton Stoll die muzikaal assistent was in de parochie van Baden in de buurt van Wenen. Het werd geschreven om het feest van Sacramentsdag te vieren. Het autograaf is gedateerd op 17 juni 1791. Het gehele stuk omvat slechts 46 maten en is geschreven voor koor, strijkers en orgel. 
Mozart schreef het werk tijdens het schrijven aan zijn opera Die Zauberflöte en bij een bezoek aan zijn vrouw Constanze die zwanger was van hem en hun zesde kind droeg. Hij schreef het 6 maanden voor zijn dood.

## Andere zettingen
Andere bekende toonzettingen van het Ave verum corpus zijn van William Byrd en Edward Elgar. De tekst wordt ook gebruik in de opera Dialogues des Carmélites van Francis Poulenc. Tsjaikovski verwerkte de muziek van Mozarts Ave verum in zijn Mozartiana.